# مغان‌جیق مسلم
مُغان‌جیق مُسلِم (به لاتین: Muğancıq Müslüm) نام یک روستا و بخش در جمهوری آذربایجان است که در شهرستان شرور واقع شده‌است. مغان‌جیق مسلم ۷۴۹ نفر جمعیت دارد.